# Tirana International Film Festival
Das Tirana International Film Festival (TIFF) ist Albaniens ältestes Filmfestival; es wird seit 2003 jährlich in Tirana ausgetragen. Teil des Festivals ist ein Filmwettbewerb, deren Jury aus internationalen Persönlichkeiten des Films besteht. 
Der Hauptpreis des Filmfestivals für den besten Spielfilm ist die Goldene Eule (engl. Golden Owl). 2017 wurden auch der beste Regisseur, das beste Drehbuch, die beste Filmtechnik, der beste Schnitt, der beste europäische Spielfilm, der beste Dokumentarfilm, die beste Featuredokumentation, der beste mittellange Dokumentarfilm, der beste Kurzdokumentarfilm, der beste europäische Dokumentarfilm, der beste Kurzfilm, der beste europäische Kurzfilm, der beste Trickfilm, die beste Videokunst & bester Experimentalfilm, der beste Studentenfilm, der beste albanischsprachige Film, der beste auf dem Balkan produzierte Film, die beste Ersproduktion und ein Medienaward verliehen.
Das Festival wird vom Nationalen Zentrum der Kinematographie (Qendra Kombëtare e Kinematografisë), dem Nachfolger von Albfilm, organisiert.

## Gewinner
| Jahr | Englischer Titel                 | Originaltitel          | Regisseur(e)                      | Land                   |
| ---- | -------------------------------- | ---------------------- | --------------------------------- | ---------------------- |
| 2003 | The Last Gunman                  | The Last Gunman        | Alessandro Dominici               | Italien                |
| 2004 | Family Portrait                  |                        | Ellery Ngiam                      | Singapur               |
| 2005 | Before I Go                      |                        | Heiko Hahn                        | Deutschland            |
| 2006 | The Optimists                    | Оптимисти              | Goran Paskaljević                 | Serbien                |
| 2007 | Salvador – Kampf um die Freiheit | Salvador               | Manuel Huerga                     | Spanien                |
| 2008 | Annem Sinema Ögreniyor           | Annem Sinema Ögreniyor | Nesimi Yetik                      | Deutschland            |
| 2009 | Woman Without a Piano            | La mujer sin Piano     | Javier Rebollo                    | Spanien                |
| 2010 | Woman in Temptation              | Zeny v pokuseni        | Jiri Vejdelek                     | Tschechien             |
| 2011 | Punk’s not dead                  | Punk’s not dead        | Vladimir Blazevski                | Nordmazedonien         |
| 2012 | Siberia, Monamour                | Sibir. Monamur         | Slava Ross                        | Russland               |
| 2013 | Seven Lucky Gods                 | Seven Lucky Gods       | Jamil Dehlavi                     | Vereinigtes Königreich |
| 2014 | Termitaria                       | Nuwebe                 | Joseph Israel Laban               | Philippinen            |
| 2015 | Babai                            | Babai                  | Visar Morina                      | Kosovo                 |
| 2016 | Hear the Silence                 | Höre die Stille        | Ed Ehrenberg                      | Deutschland            |
| 2017 | Glory                            | Слава                  | Kristina Grozeva, Petar Valchanov | Bulgarien              |
| 2018 | Irina                            | Ирина                  | Nadejda Koseva                    | Bulgarien              |